# Макдона (Техас)
Макдона (англ. Macdona) — переписна місцевість (CDP) в США, в окрузі Беар штату Техас. Населення — 464 особи (2020).

## Географія
Макдона розташована за координатами 29°19′15″ пн. ш. 98°41′59″ зх. д. / 29.32083° пн. ш. 98.69972° зх. д. (29.320804, -98.699729).  За даними Бюро перепису населення США в 2010 році переписна місцевість мала площу 4,04 км², з яких 4,03 км² — суходіл та 0,01 км² — водойми.

## Демографія
Згідно з переписом 2010 року, у переписній місцевості мешкало 559 осіб у 187 домогосподарствах у складі 137 родин. Густота населення становила 138 осіб/км².  Було 226 помешкань (56/км²).
Расовий склад населення:
| - 65,3 % — білих - 4,1 % — корінних американців - 1,8 % — чорних або афроамериканців - 0,5 % — азіатів - 27,9 % — осіб інших рас |

До двох чи більше рас належало 0,4 %. Частка іспаномовних становила 79,4 % від усіх жителів.
За віковим діапазоном населення розподілялося таким чином: 22,2 % — особи молодші 18 років, 65,8 % — особи у віці 18—64 років, 12,0 % — особи у віці 65 років та старші. Медіана віку мешканця становила 39,6 року. На 100 осіб жіночої статі у переписній місцевості припадало 103,3 чоловіків;  на 100 жінок у віці від 18 років та старших — 102,3 чоловіків також старших 18 років.
Середній дохід на одне домашнє господарство  становив 62 863 долари США (медіана — 55 000), а середній дохід на одну сім'ю — 60 365 доларів (медіана — 47 115). 
Цивільне працевлаштоване населення становило 183 особи. Основні галузі зайнятості: будівництво — 35,5 %, транспорт — 23,0 %, науковці, спеціалісти, менеджери — 11,5 %, освіта, охорона здоров'я та соціальна допомога — 10,9 %.